# Коремацу против Соединённых Штатов

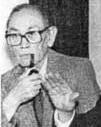
Фред Коремацу

Коремацу против Соединённых Штатов, 323 U.S. 214 (1944), было одним из ключевых дел верховного суда США, где рассматривалось соответствие конституции чрезвычайного указа № 9066, в соответствии с которым японо-американцы были обязаны переселиться в лагеря для интернированных во время второй мировой войны, вне зависимости от их гражданства.
Решением 6 судей против 3, суд согласился с правительством, объявив, что приказ соответствует конституции. Решение, вынесенное судьей Хьюго Блэком, постановило, что необходимость защиты от шпионажа перевешивает индивидуальные права Фреда Коремацу, также как и права остальных американцев японского происхождения (суд ограничился рассмотрением лишь данного конкретного указа, добавив, что «Положения других указов, требующих от лиц японского происхождения отметиться в точках сбора, и содержании данных лиц под стражей, не связаны с данным делом.») В течениe слушания, заместитель министра юстиции Чарльз Фэхи, предположительно, скрывал улики, не прилагая к делу отчёт от управления военно-морской разведки, сообщающий, что «не было найдено ни одного подтверждения тому, что японо-американцы не лояльны, действовали как шпионы или же подавали сигналы вражеским субмаринам.»
Решение в деле Коремацу против Соединённых Штатов было крайне противоречиво. Признание Коремацу виновным в уклонении от интернирования было опровергнуто 10 ноября 1983 года, после того как Коремацу оспорил предыдущее решение суда заполнив судебное предписание на пересмотр дела. Дело рассматривалось судьей Мэрилин Пэтел в Федеральном окружном суде Северного округа штата Калифорния, которая вынесла решение в пользу Коремацу (таким образом отменила предыдущее признание Коремацу виновным), так как в исходном деле правительство осознанно предоставило ложную информацию верховному суду, что повлияло на решение верховного суда.
В 2011 министерство юстиции США оформило официальное уведомление, признавая, что это произошло по ошибке, таким образом уничтожая ценность этого дела как прецедента для интернирования граждан. Несмотря на это, решение суда остается важным как в качестве первого случая использования верховным судом стандарта строгого рассмотрения по отношению к расовой дискриминации граждан государством, так и как одно из немногих судебных дел, когда суд посчитал, что государство соответствует этому стандарту.

## Введение

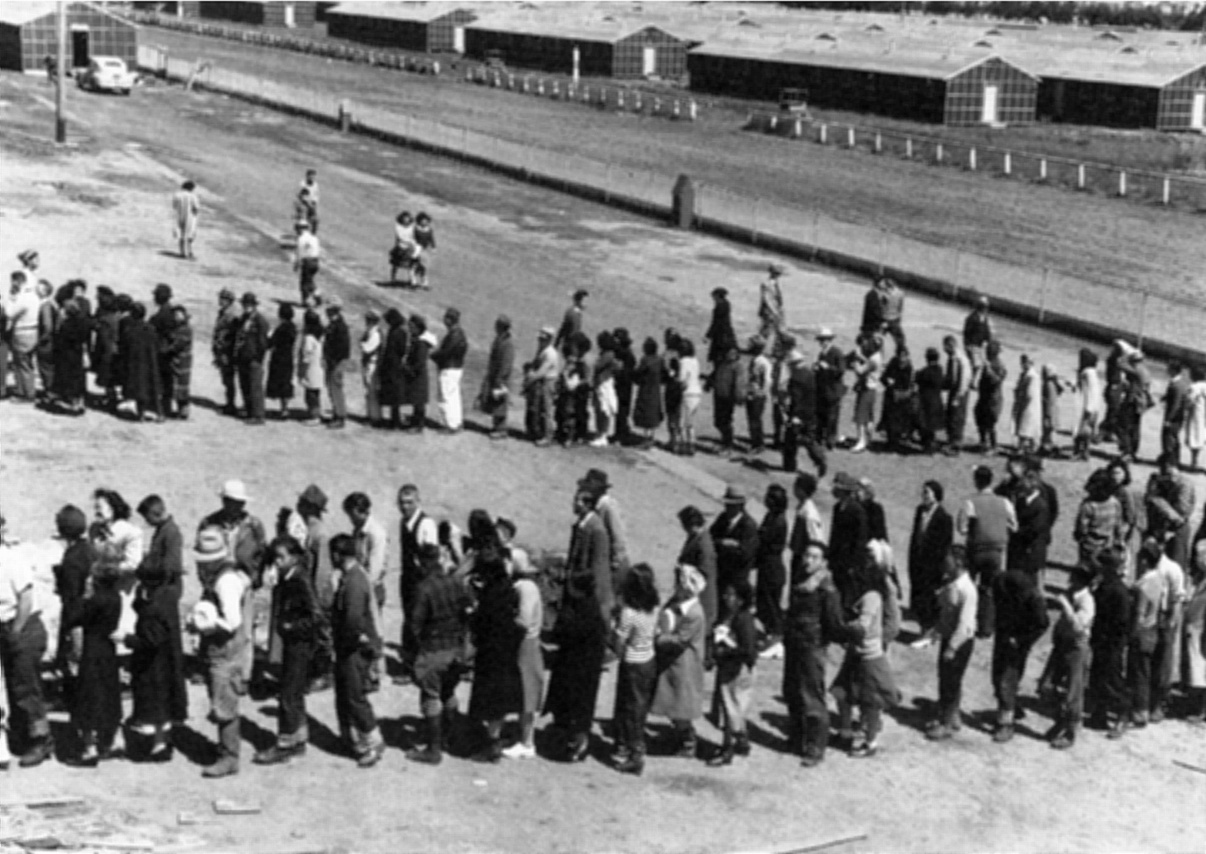
Центр интернирования японо-американцев

19 мая 1942 года, во время второй мировой войны, многие японо-американцы были переселены в лагеря для интернированных, в соответствии с гражданским ограничивающим указом № 1, 8, федеральный регламент 982. Данный указ, как и другие подобные указы, основывался на чрезвычайном указе № 9066 (19 февраля 1942 года).
Фред Коремацу — японо-американец, решивший остаться в Сан-Леандро и умышленно нарушивший гражданский изоляционный акт № 34 армии США. Фред Коремацу утверждал, что чрезвычайный указ № 9066 является не соответствующим конституции, как нарушающий четырнадцатую поправку к Конституции США. Он был арестован и признан виновным. Вопрос о лояльности Коремацу по отношению к Соединённым Штатам, однако, не поднимался. Федеральный окружной апелляционный суд утвердил обвинительный приговор, который был направлен в верховный суд.

## Предположительное сокрытие улик заместителем министра юстиции
20 мая 2011 года, Нил Катял, будучи исполняющим обязанности заместителя министра юстиции опубликовал нестандартное заявление, осуждающее одного из его предшественников более чем 65-летней давности, заместителем министра юстиции Чарльза Фэхи. Он обвинил Фэхи в обладании «утаенными критически важными уликами» в деле Хирабаяси и Коремацу во время второй мировой войны.

## Решение суда
Решение по данному делу, записанное судьей Хьюго Блэком, практически полностью соответствовало решению по делу «Хирабаяси против Соединённых Штатов» и было основано на том же самом принципе почтительного отношения к Конгрессу и военной администрации, в особенности в свете неопределённости последовавшей после нападения на Пёрл-Харбор. Судья Блэк в дальнейшем отрицал связь этого дела с расовыми предубеждениями:
Коремацу был изгнан за пределы зоны военных действий не из-за враждебности по отношению к нему или его расе. Он был изгнан, потому что мы в состоянии войны с японской империей, потому что военная администрация опасается вторжения на западное побережье и вынуждена принять надлежащие меры безопасности, потому что они посчитали, что ситуация требует безотлагательного временного изолирования всех граждан японского происхождения от западного побережья, и, наконец, потому что конгресс передает своё доверие во время войны военным руководителям, как он и обязан поступить, давая им власть так поступать.

## Мнение судьи Мерфи
Судья Фрэнк Мерфи опубликовал резко негативное мнение по данному делу, заявив, что изоляция японцев «является примером безобразной бездны расизма» и схожа с «подлым и вызывающим отвращение обращением с национальными меньшинствами, свойственным диктаторской деспотии, которую наша страна поклялась уничтожить». Он также сравнил отношение к японо-американцами с отношением к американцам немецкого и итальянского происхождения, в качестве доказательства того, что расовая принадлежность, а не только лишь крайняя необходимость, привела к изоляционному акту, за нарушение которого Коремацу был осужден:
Я, таким образом, против легализации расизма. Расовая дискриминация в любом виде и любом качестве никоим образом не допустима в нашем демократическом обществе. Она непривлекательна в любой ситуации, но в особенности вызывает отвращение среди свободных людей, следующих принципам, изложенным в Конституции Соединенных Штатов. Все жители нашей нации кровно или культурно связаны с другими странами. Несмотря на это, они в первую очередь безусловно являются частью новой и обособленной цивилизации Соединенных Штатов. К ним, соответственно, следует всегда относиться как к преемникам американского опыта, вследствие чего им должны быть предоставлены все права и свободы, гарантированные Конституцией.
Двукратное использование термина «расизм» судьей Мерфи в его судебном решении, наравне с двумя дополнительными использовании в его согласии с большинством в деле «Стив против Луизвил и Нашвил Р. Ко.», в тот же день, было одним из первых появлений слова «расизм» в верховном суде Соединённых Штатов. Первое появление было в согласии с большинством судьи Мерфи в деле «Эндо», 323 U.S. 283 (1944). Термин также был использован в других делах, таких как «Дункан против Каханамоку», 327 U.S. 304 (1946) и «Ояма против штата Калифорния», 332 U.S. 633 (1948). В дальнейшем он исчез из словаря суда на 18 лет — появившись снова в «Браун против штата Луизиана», 383 U.S. 131 (1966). Он отсутствовал в деле «Лавинг против штата Виргиния», 388 U.S. 1 (1967), несмотря на то, что в этом деле обсуждалась расовая дискриминация и межрасовые браки.

## Мнение судьи Джексона
В отличие от Мерфи, документ о несогласии судьи Роберта Джексона с большинством утверждал, что «меры оборонного характера не могут, и часто не должны, сдерживаться в рамках, удерживающих гражданские власти в мирное время» и что, наверное, было бы неразумно заставлять военных, издавших изоляционный акт, придерживаться того же уровня соответствия конституции, которому следует все остальное правительство. "В природе вещей, " писал он, «что решения военных не поддаются разумной судебной оценке.» Он признал бессилие суда в этом вопросе, написав, что «у суда никогда не будет никакой реальной альтернативы принятию заверений властей, издавших акт, что он и правда необходим с военной точки зрения.»
Тем не менее он не поддержал большинство, утверждая что, несмотря на то, что суду не следует сомневаться в правильности или чинить препятствия представителю военного командования, это не означает, что он обязан ратифицировать или обеспечивать соблюдение данных актов, если они не соответствуют конституции. Более того, он предупредил, что прецедент, созданный делом Коремацу, может иметь последствия в дальнейшем по окончании войны и изоляции японо-американцев:
Военный приказ, каким бы неконституционным он ни был, не может продлиться дольше военного положения. Более того, в течение этого периода новый главнокомандующий может и вовсе его отменить. Однако единожды подтвердив в суде, что такой приказ соответствует Конституции, или же обосновав, что Конституция допускает подобный приказ, суд раз и навсегда придает законную силу принципу расовой дискриминации в уголовном судопроизводстве по отношению к американским гражданам. Этот принцип в таком случае, подобно заряженному оружию, готов быть использованным любыми властными структурами, которые могут привести благовидную причину крайней необходимости. Каждое подобное использование будет все глубже и глубже внедрять этот принцип в наше законодательство и позволит использовать его в других ситуациях.
Джексон признал наличие расовых проблем, заявив, что:
Коремацу был рожден на нашей земле, родителями, рожденными в Японии. Конституция относит его к урожденным гражданам Соединенных Штатов и к гражданам Калифорнии по месту жительства. Не было заявлено, что он нелоялен к нашей стране. Нет ни одного намека, что кроме фактов, изложенных в данном деле, он не является законопослушным и доброжелательно настроенным. Коремацу, однако, был признан виновным в действии, не являющимся преступлением. Оно заключается лишь в присутствии в штате, жителем которого он является, вблизи места его рождения и где он прожил всю свою жизнь. [...] [Его] преступление состоит не в том, что что-то, что он сделал, сказал или подумал, отличается от других, а лишь в том, что он был рожден в семье иной расы. Если рассматривать какие-то фундаментальные принципы нашей системы, так это то, что вина - вещь личная и не наследуется. Даже если все предки кого-либо были признаны виновными в измене, Конституция запрещает переносить их наказания на него. Здесь, однако, присутствует попытка выставить в ином случае безобидное действие как преступление, лишь потому, что арестант является сыном родителей, которых он не мог выбрать, и принадлежит к расе, отказаться от которой он никак не может. Если бы Конгресс предложил подобный преступный закон в мирное время, я не сомневаюсь, этот суд отказался бы обеспечить его соблюдение.